# Нойкирхен (Кнюлль)
Нойкирхен (нем. Neukirchen) — город в Германии, в земле Гессен. Подчинён административному округу Кассель. Входит в состав района Швальм-Эдер. Население составляет 7211 человек (на 31 декабря 2010 года). Занимает площадь 66,26 км². Официальный код — 06 6 34 017.
Город подразделяется на 8 городских районов.